# Our Lady Peace

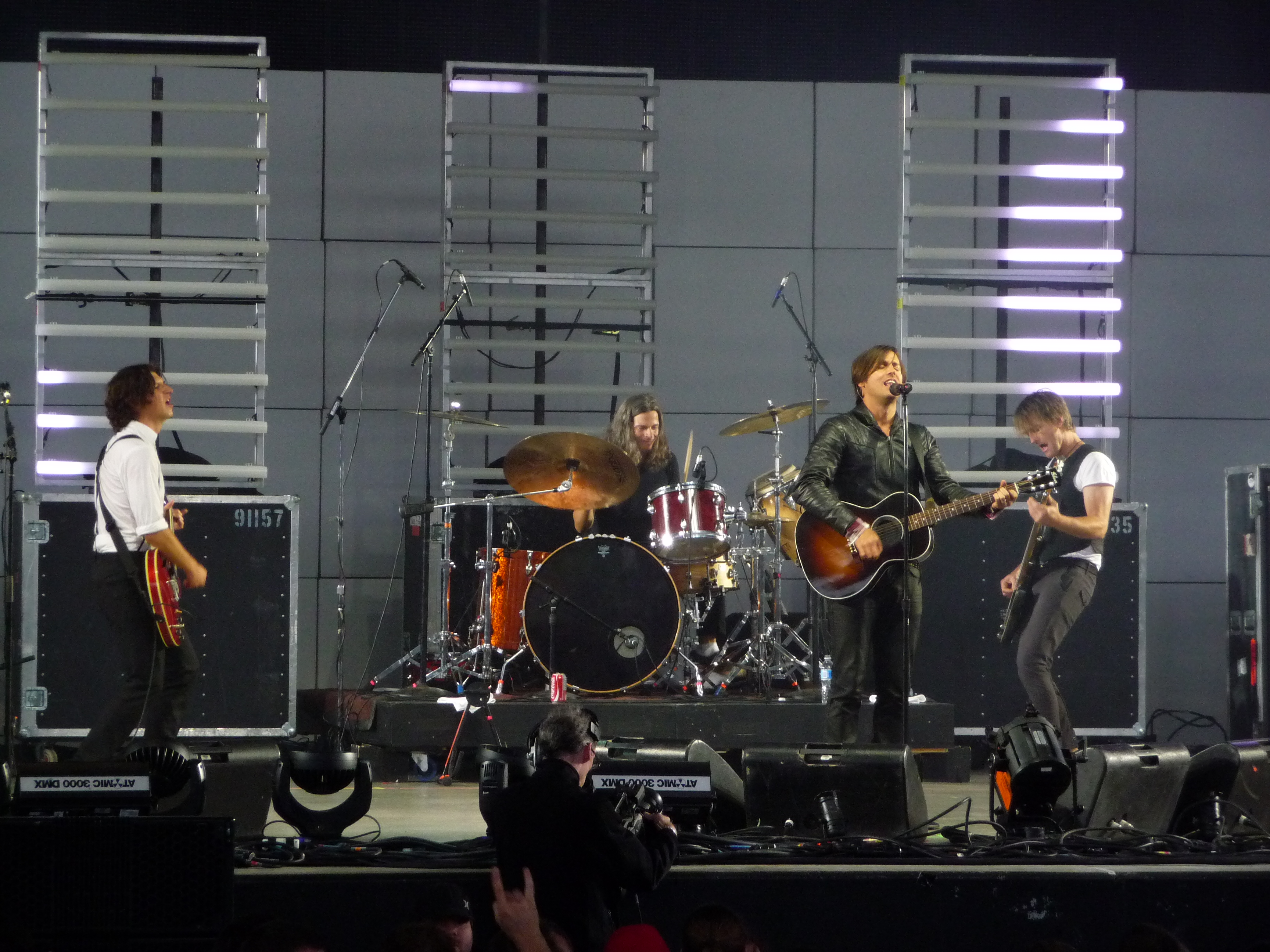
Our Lady Peace, 2009

Our Lady Peace (auch OLP) ist eine kanadische Alternative-Rock-Band. Sie besteht aus Raine Maida (Sänger), Duncan Coutts (Bassist), Jeremy Taggart (Drummer), und Steve Mazur (Gitarrist). Ihr Song Whatever wurde vom Wrestler Chris Benoit als Entrance Theme verwendet. Des Weiteren ist ihr Song Innocent vom Album Gravity am Ende der achten Folge der achten Staffel von Scrubs – Die Anfänger zu hören.

## Diskografie

### Studioalben
| Jahr | Titel                                         | Höchstplatzierung, Gesamtwochen, AuszeichnungChartplatzierungen (Jahr, Titel, Platzierungen, Wochen, Auszeichnungen, Anmerkungen) | Höchstplatzierung, Gesamtwochen, AuszeichnungChartplatzierungen (Jahr, Titel, Platzierungen, Wochen, Auszeichnungen, Anmerkungen) | Anmerkungen                               |
| Jahr | Titel                                         | US | CA | Anmerkungen                               |
| ---- | --------------------------------------------- | --- | --- | ----------------------------------------- |
| 1994 | Naveed                                        | — | CA12 ×4Vierfachplatin · (… Wo.)CA                                                                                                 | Erstveröffentlichung: 22. März 1994       |
| 1997 | Clumsy                                        | US76 Platin · (39 Wo.)US | CA1 Diamant · (48 Wo.)CA | Erstveröffentlichung: 22. Januar 1997     |
| 1999 | Happiness... Is Not a Fish That You Can Catch | US69 (4 Wo.)US | CA1 ×3Dreifachplatin · (8 Wo.)CA                                                                                                  | Erstveröffentlichung: 21. September 1999  |
| 2000 | Spiritual Machines                            | US81 (4 Wo.)US | CA5 ×2Doppelplatin · (5 Wo.)CA | Erstveröffentlichung: 12. Dezember 2000   |
| 2002 | Gravity                                       | US9 Gold · (27 Wo.)US | CA2 ×2Doppelplatin · (6 Wo.)CA | Erstveröffentlichung: 18. Juni 2002       |
| 2003 | Live                                          | US112 (1 Wo.)US | CA5 (1 Wo.)CA | Erstveröffentlichung: 24. Juni 2003       |
| 2005 | Healthy in Paranoid Times                     | US45 (2 Wo.)US | CA2 Platin · (2 Wo.)CA | Erstveröffentlichung: 30. August 2005     |
| 2009 | Burn Burn                                     | US41 (2 Wo.)US | CA3 (5 Wo.)CA | Erstveröffentlichung: 21. Juli 2009       |
| 2012 | Curve                                         | US184 (1 Wo.)US | CA9 (2 Wo.)CA | Erstveröffentlichung: 3. April 2012       |
| 2018 | Somethingness                                 | — | CA29 (1 Wo.)CA | Erstveröffentlichung: 23. Februar 2018 EP |
| 2022 | Spiritual Machines II                         | — | CA13 (1 Wo.)CA | Erstveröffentlichung: 28. Januar 2022     |

Kompilationen
- 2006: A Decade
- 2009: Playlist: The Very Best of

### Singles
| Jahr | Titel Album                                                | Höchstplatzierung, Gesamtwochen, AuszeichnungChartplatzierungen (Jahr, Titel, Album, Platzierungen, Wochen, Auszeichnungen, Anmerkungen) | Höchstplatzierung, Gesamtwochen, AuszeichnungChartplatzierungen (Jahr, Titel, Album, Platzierungen, Wochen, Auszeichnungen, Anmerkungen) | Höchstplatzierung, Gesamtwochen, AuszeichnungChartplatzierungen (Jahr, Titel, Album, Platzierungen, Wochen, Auszeichnungen, Anmerkungen) | Anmerkungen                         |
| Jahr | Titel Album                                                | UK | US | CA | Anmerkungen                         |
| ---- | ---------------------------------------------------------- | --- | --- | --- | ----------------------------------- |
| 1999 | One Man Army Happiness... Is Not a Fish That You Can Catch | UK70 (1 Wo.)UK | — | CA— GoldCA | Erstveröffentlichung: 30. Juli 1999 |
| 2002 | Somewhere Out There Gravity                                | — | US44 (20 Wo.)US | CA— PlatinCA | Erstveröffentlichung: 5. April 2002 |

Weitere Singles
- 1994: Naveed (CA: Gold)
- 1994: Starseed (CA: Gold)
- 1997: Superman’s Dead (CA: ×2Doppelplatin )
- 1997: 4am (CA: Platin)
- 1997: Clumsy (CA: ×2Doppelplatin )
- 2000: Is Anybody Home? (CA: Gold)
- 2002: Innocent (CA: Platin)